# Суматор
Суматорът е комбинационна логическа схема, която извършва събиране на две числа. Суматорите се делят на:
- пълен суматор – когато при сумиране се отчита преноса от преходен разряд и се изработва пренос към следващ разряд
- полусуматор – сумират се две двоични числа без входен пренос.

За сумиране на многоразрядни числа е необходим един пълен суматор. Само в младшия разряд може да се използва полусуматор. Многоразрядният суматор се реализира чрез последователно нарастване на едноразрядни пълни суматори. Този начин на реализация се нарича формиране на последователен пренос. За по-голямо бързодействие суматорите могат да се реализират и с бърз паралелен пренос.
В зависимост от реда, в който се обработват разредите на числата, суматорите биват:
- последователни – отделните разреди се обработват последователно
- паралелни – всички разреди се обработват едновременно